# Christendemocratische Partij (Peru)
De Christendemocratische Partij (Partido Demócrata Cristiano, PDC, ook wel Democracia Cristiana genoemd) is een politieke partij in Peru sinds 1956.

## Geschiedenis
De oorsprong van de PDC gaat terug op de regering van José Luis Bustamante y Rivero die in 1948 omvergeworpen werd door Manuel A. Odría. Als georganiseerde partij begint de geschiedenis echter in 1956, toen een aantal partijen werden opgericht nadat Odría een nieuwe democratie had aangekondigd. Onder de oprichters bevonden zich onder meer Ernesto Alayza Grundy, Luis Bedoya Reyes, Mario Polar Ugarteche, Roberto Ramírez del Villar en Héctor Cornejo Chávez.
In het oprichtingsjaar verwierf de partij zetels in beide parlementen. In 1962 stelde Héctor Cornejo zich kandidaat voor het presidentschap, maar behaalde slechts 2,9% van de stemmen. Ook verdween de partij uit het Peruviaanse congres.
In 1963 kwam de partij terug in het congres vormde het een coalitie ter ondersteuning van de presidentskandidatuur van Fernando Belaúnde Terry, de leider van de Actie van het Volk, die het land aanvoerde tot 1968. In 1966 vond er een afsplitsing plaats waaruit de Christelijke Volkspartij voortkwam. In 1985 deed de partij tot 1990 opnieuw mee met de regering van Peru, in de samenwerking met president Alan García van de Amerikaanse Populaire Revolutionaire Alliantie (APRA).